# Yonah
Yonah es un lugar designado por el censo ubicado en el condado de White en el estado estadounidense de Georgia. En el año 2010 tenía una población de 507 habitantes.

## Geografía
Yonah se encuentra ubicado en las coordenadas 34°38′33″N 83°44′19″O / 34.64250, -83.73861.